# Joe Gauci
Joe Gauci (Adelaide, 2000. július 4. –) ausztrál válogatott labdarúgó, az Aston Villa kapusa.

## Pályafutása

### Klubcsapatokban
Gauci az ausztráliai Adelaide városában született. Az ifjúsági pályafutását a West Torrens Birkalla akadémiájánál kezdte.
2018-ban mutatkozott be a Central Coast Mariners első osztályban szereplő felnőtt keretében. 2019-ben a Melbourne Cityhez igazolt. 2020. október 7-én hároméves szerződést kötött az Adelaide United együttesével. Először 2021. március 13-án, Melbourne Victory ellen idegenben 3–1-es győzelemmel zárult mérkőzésen lépett pályára.

### A válogatottban
Gauci az U23-as korosztályú válogatottakban is képviselte Ausztráliát.
2023-ban debütált a felnőtt válogatottban. Először 2023. március 28-án, Ecuador ellen 2–1-re elvesztett barátságos mérkőzésen lépett pályára.

## Statisztikák
2023. augusztus 29. szerint
| Klub            | Szezon   | Osztály  | Bajnokság | Bajnokság | Kupa  | Kupa | Nemzetközi | Nemzetközi | Összesen | Összesen |
| Klub            | Szezon   | Osztály  | Meccs     | Gól       | Meccs | Gól  | Meccs      | Gól        | Meccs    | Gól      |
| --------------- | -------- | -------- | --------- | --------- | ----- | ---- | ---------- | ---------- | -------- | -------- |
| Adelaide United | 2020–21  | A-League | 10        | 0         | 0     | 0    | —          | —          | 10       | 0        |
| Adelaide United | 2021–22  | A-League | 22        | 0         | 0     | 0    | —          | —          | 22       | 0        |
| Adelaide United | 2022–23  | A-League | 29        | 0         | 3     | 0    | —          | —          | 32       | 0        |
| Adelaide United | 2023–24  | A-League | 0         | 0         | 2     | 0    | —          | —          | 2        | 0        |
| Összesen        | Összesen | Összesen | 61        | 0         | 5     | 0    | 0          | 0          | 66       | 0        |

### A válogatottban
| Válogatott | Év       | Pályára lépés | Gól |
| ---------- | -------- | ------------- | --- |
| Ausztrália | 2023     | 1             | 0   |
| Összesen   | Összesen | 1             | 0   |